# هانس هارتونغ
هانس هارتونغ (بالفرنسية: Hans Hartung)‏ هو رسام ألماني وفرنسي، ولد في 21 سبتمبر 1904 في لايبزيغ في ألمانيا، وتوفي في 7 ديسمبر 1989 في أنتيب في فرنسا.

## وصلات خارجية
- هانس هارتونغ على موقع IMDb (الإنجليزية)
- هانس هارتونغ على موقع الموسوعة البريطانية (الإنجليزية)
- هانس هارتونغ على موقع مونزينجر (الألمانية)
- هانس هارتونغ على موقع ميوزك برينز (الإنجليزية)
- هانس هارتونغ على موقع ديسكوغز (الإنجليزية)